# Estadio Mundialista de Jeonju
El Estadio Mundialista de Jeonju es un estadio de fútbol ubicado en la ciudad de Jeonju, Corea del Sur. Es el estadio donde juega de local el Jeonbuk Hyundai Motors en la K-League.

## Copa Mundial de Fútbol de 2002
| Fecha      | Selección | Resultado | Selección      | Ronda            |
| ---------- | --------- | --------- | -------------- | ---------------- |
| 07-06-2002 | España    | 3 - 1     | Paraguay       | Grupo B          |
| 10-06-2002 | Portugal  | 4 - 0     | Polonia        | Grupo D          |
| 17-06-2002 | México    | 0 - 2     | Estados Unidos | Octavos de final |

## Partidos del Mundial de Fútbol Sub-20 2017
| Fecha      | Selección     | Resultado | Selección      | Ronda            |
| ---------- | ------------- | --------- | -------------- | ---------------- |
| 20-05-2017 | Argentina     | 0 - 3     | Inglaterra     | Grupo A          |
| 20-05-2017 | Corea del Sur | 3 - 0     | Guinea         | Grupo A          |
| 23-05-2017 | Inglaterra    | 1 - 1     | Guinea         | Grupo A          |
| 23-05-2017 | Corea del Sur | 2 - 1     | Argentina      | Grupo A          |
| 28-05-2017 | Honduras      | 2 - 0     | Vietnam        | Grupo E          |
| 28-05-2017 | Senegal       | 0 - 0     | Ecuador        | Grupo F          |
| 31-05-2017 | Inglaterra    | 2 - 1     | Costa Rica     | Octavos de final |
| 04-06-2017 | Venezuela     | 2 - 1     | Estados Unidos | Cuartos de final |
| 08-06-2017 | Italia        | 1 - 3     | Inglaterra     | Semifinal        |